# Paul Thureau-Dangin

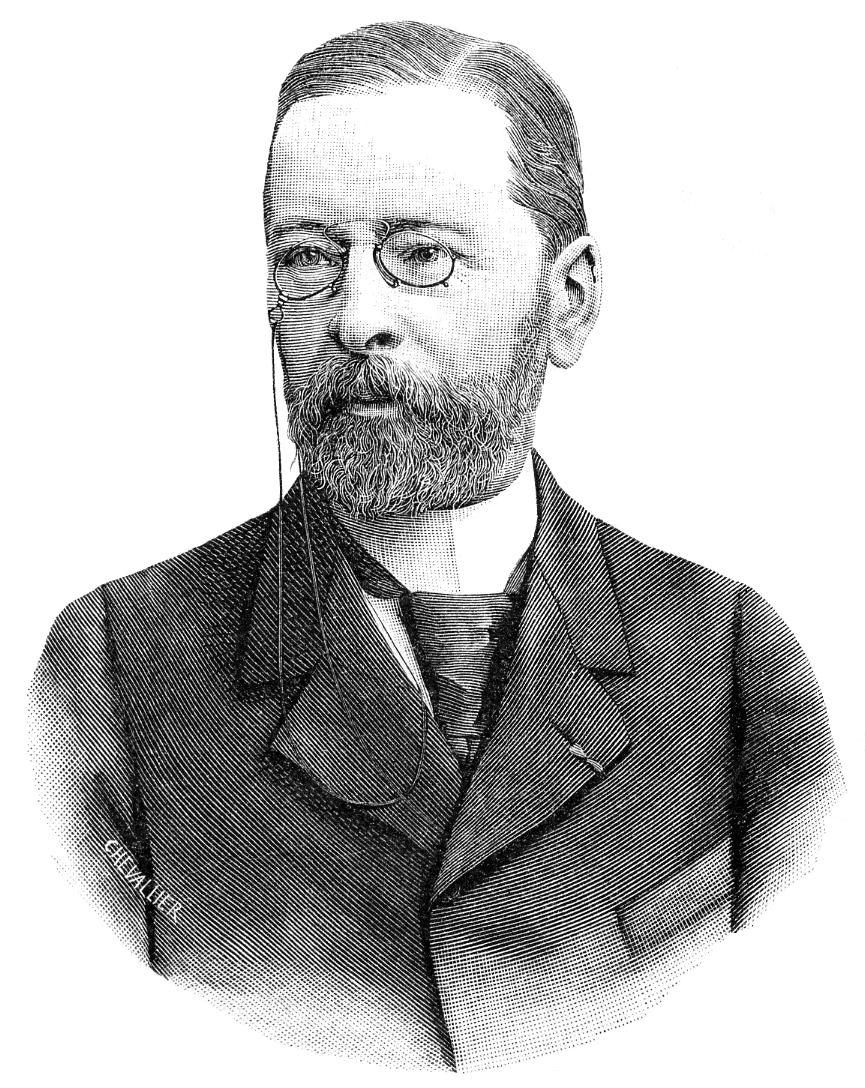
Paul Thureau-Dangin (Le Magasin pittoresque, 1894)

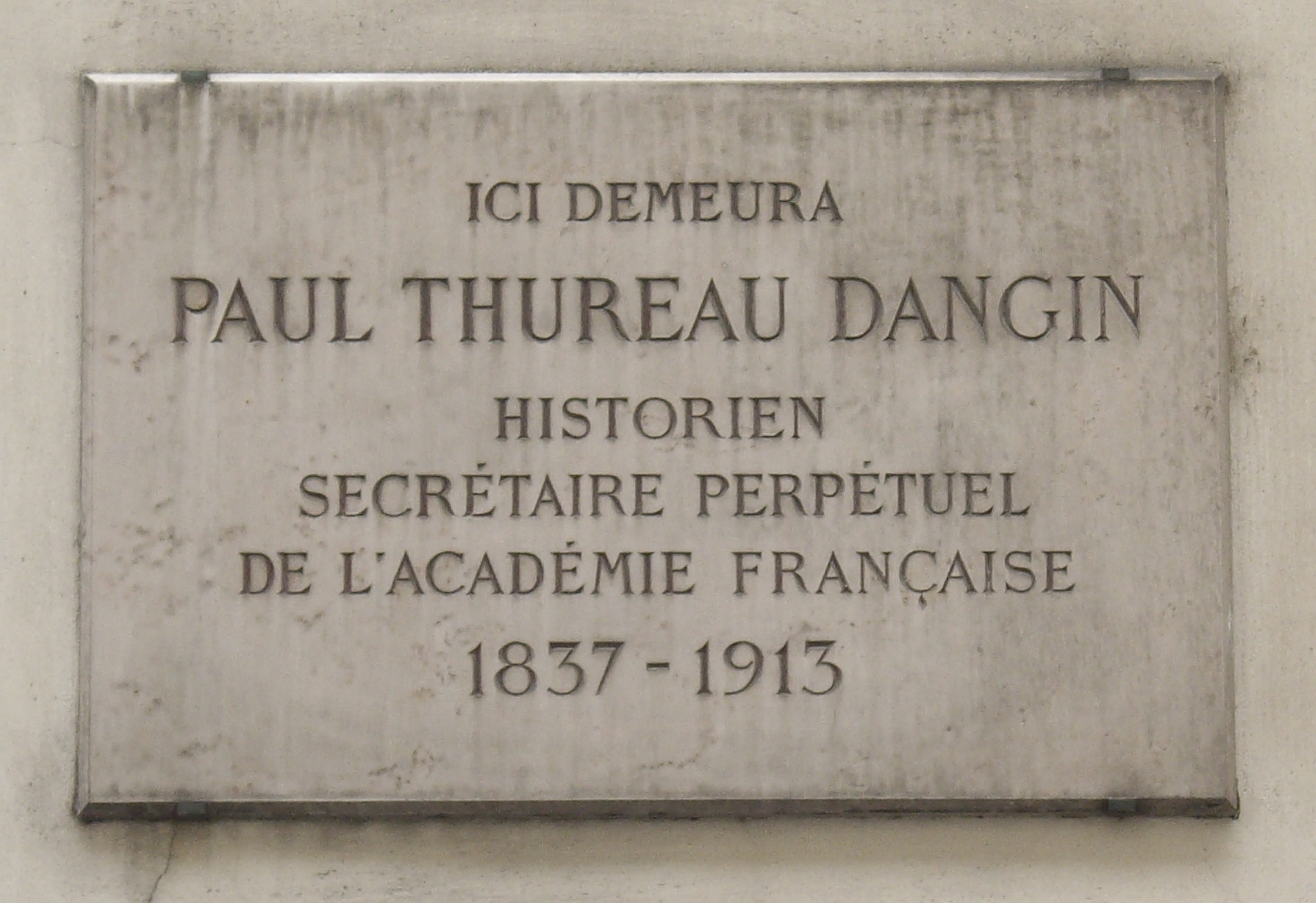
Steintafel am Wohnhaus von Thureau-Dangin in der Rue Garancière in Paris

Paul Marie Pierre Thureau-Dangin (* 14. Dezember 1837 in Paris; † 24. Februar 1913) war ein französischer Historiker und Secrétaire perpétuel der Académie française.

## Leben
Als studierter Jurist arbeitete Thureau-Dangin für den französischen Conseil d’État, bekannt wurde er aber vor allem für seine historische Forschungsarbeit. Sein wichtigstes Werk ist die dreibändige Histoire de la Renaissance catholique en Angleterre au XIXe Siècle (Geschichte der katholischen Renaissance im England des 19. Jahrhunderts, 1899–1906). Er war außerdem Autor der Histoire de la Monarchie de Juillet (Geschichte der Julimonarchie, 1884) und vieler weiterer Bücher zu Geschichte und Religion Frankreichs.
Politisch war Thureau-Dangin liberaler Katholik der zweiten Generation nach der Französischen Revolution, deren Leben geprägt war von dem Ende des Zweiten Kaiserreichs und dem Beginn der Dritten Französischen Republik. Der gläubige Historiker war überzeugt von der Idee einer katholischen Kirche, die zur Moderne und der Republik passte und zeigte großes Interesse an einer Erneuerung des Katholizismus in Großbritannien.
Er wurde 1893 in die Académie française gewählt und war deren Secrétaire perpétuel.

## Familie
Sein Sohn Jean war Abgeordneter und Senator der Dritten Republik. Sein Sohn François war ein bedeutender Altorientalist. Seine Tochter Marie heiratete den Schriftsteller Paul Renaudin.

## Ehrungen
Thureau-Dangin war Mitglied der Ehrenlegion im Range eines Chevalier.

## Werke
- La Pologne et les traités de Vienne. Paris, 1863
- Royalistes & républicains; essais historiques sur des questions de politique contemporaine. Plon et cie, Paris, 1874
- Le parti libéral sous la Restauration. Plon, Paris, 1876
- L’Église et l’état sous la monarchie de Juillet. Plon, Paris, 1880
- Histoire de la monarchie de juillet. Plon, Nourrit et cie, Paris, 1884–92
- Un prédicateur populaire dans l’Italie de la Renaissance: Saint Bernardin de Sienne 1380–1444. Plon, Nourrit et Cie, Paris, 1897
- Newman et le mouvement d’Oxford. (=La renaissance catholique en Angleterre au XIXe siècle, Band 1), Plon-Nourrit, Paris, 1899
- De la conversion de Newman à la mort de Wiseman: 1845–1865. (= La Renaissance catholique en Angleterre au XIXe siècle Band 2), Plon, Paris, 1903
- De la mort de Wiseman à la mort de Manning: 1865–1892. (= La Renaissance catholique en Angleterre au XIXe siècle Band 3), Plon-Nourrit, Paris, 1906
- Newman catholique, d’après des documents nouveaux. Plon-Nourrit et Cie, Paris, 1912

### In deutscher Sprache
- Der heilige Bernardin von Siena, 1380–1444: Ein volkstümlicher Prediger in Italien zur Zeit der Renaissance. Übersetzung: Ambrosius Götzelmann, J. J. Lentner Verlag, München, 1904